# Nationaal park Lihué Calel
Nationaal park Lihue Calel, ook el Lihuel Calel (Mapudungun lihué = "leven" en calel "bergachtig gebied": "bergen van leven") genoemd, is een nationaal park in het departement Lihuel Calel in het centrale deel van het zuiden van de Argentijnse provincie La Pampa. Het werd opgericht in 1977. In 1990 werd een deel van het park aangewezen als strikt natuurreservaat.
Het park ligt in het West-Argentijnse fytogeografisch gebied Monte de mesetas y llanuras ("bergvlaktes en plateaus"), dat bekendstaat om haar graspollen (tussocks).

## Geschiedenis
In het park bevinden zich een aantal archeologische plekken waarvan de 'Valle de las Pinturas' ("vallei van de schilderingen") het bekendst is. Hier bveinden zich rotstekeningen met rode en zwarte kleuren uit ongeveer 2000 v.Chr. In het gebied sierras de Lihué Calel bevonden zich zoetwaterbekkens, waardoor zich hier een bijzondere flora en fauna kon ontwikkelen, die vanaf de prehistorie werd gebruikt door lokale indiaanse jagers en verzamelaars. Zij aten de zaden en vruchten van de Prosopis caldenia en Geoffroea decorticans, joegen op guanacos, Darwins nandoes en bruinbehaarde gordeldieren, gebruikten de stenen om stenen werktuigen mee te maken en schilderden rotstekeningen met pigmenten. In het park zijn verschillende plekken waar zij kunstvoorwerpen maakten en hun doden begroeven. In de 18e eeuw werd het gebied bewoond door de Patagoonse stam der guenaken (of gününakuna), die door de Mapuche 'Puelche' werd genoemd. De Mapuche veroverden die eeuw het gebied van de Tehuelche en de guenaken vanuit Zuid-Centraal-Chili. De guenaken werden daarop getransculturaliseerd (de 'mapuchisering'). Eind 19e eeuw werd het gebied ingenomen door het Argentijnse leger tijdens de militaire veldtocht Verovering van de Woestijn. Het gebied werd vervolgens bezet door blanke kolonisten vanwege de aanwezigheid van zoet water, hetgeen het verbouwen van gewassen mogelijk maakte. Zij bouwden er stenen huizen en hielden er vee in de meest waterrijke delen van het huidige park.

## Topografie, flora en fauna
Het gebergte van Lihue Calel ontstond in het Precambrian ongeveer 240 miljoen jaar geleden onder invloed van lavastromen tijdens een grote vulkaanuitbarsting. De sterk geërodeerde toppen van dit gebergte lopen op tot 589 meter. De hellingen lopen geleidelijk af in het noorden en steil in het zuiden.
Door het park lopen een aantal kleine beekjes die alleen gevuld zijn tijdens de lente en de zomer. Deze zorgen voor een lokaal microklimaat, waar het vochtiger is dan in het omringende droge gebied.

### Flora
Het park is bedekt met graspollen. Dankzij de hoge luchtvochtigheid komen er her en der ook doornachtige struiken en bomen voor met soorten als Larrea, Prosopis caldenia, Condalia microphylla en Schinus. In het park komen verder ook kleine stukken bos met Jodina rhombifolia voor, die het uiterlijk lijken te hebben van stekels op de bergen. Er komen drie endemische plantsoorten voor: twee margrietsoorten en een vlinderbloemige.
Vochtminnende rotsplanten in het park zijn onder andere varens, cactussoorten zoals Cylindropuntia tunicata en diverse Echinopsis-soorten en distels. Op de rotsen groeien rondvormige gele, oranje en zwarte korstmossen.

### Fauna
In het park komen onder andere de zoogdieren viscachas, zuidelijke dwergcavias, guanacos, mara (zoogdier)s, vossen, geoffroykatten, colocolokatten, fretten, poemas en rode tejus voor. Om aan de warmte te ontsnappen leven in de grotten en holen kamratten en gordeldieren.
Vogelsoorten die er voorkomen zijn onder andere kuiftinamoe, kuifgalito, witstuitvalk, groene kardinaal (bijna uitgestorven doordat deze wordt gevangen om te worden verkocht als huisdier), Buteo (buizerd), roodkopgier, kuifcaracara, chimango, camposspotlijster, Darwins nandoe en soms ook de Andescondor. In totaal komen er 150 inheemse vogelsoorten voor.
Wanneer de vruchten van de Prosopis caldenia rijp zijn, komen ook vluchten holenparkieten naar het park om de zaden te eten.

## Bereikbaarheid
De ingang van het park ligt aan de Ruta Nacional 152 op 123 kilometer ten zuidwesten van het stadje General Acha en 220 kilometer van de provinciehoofdstad Santa Rosa. Het dichtstbijzijnde dorp is Puelches.

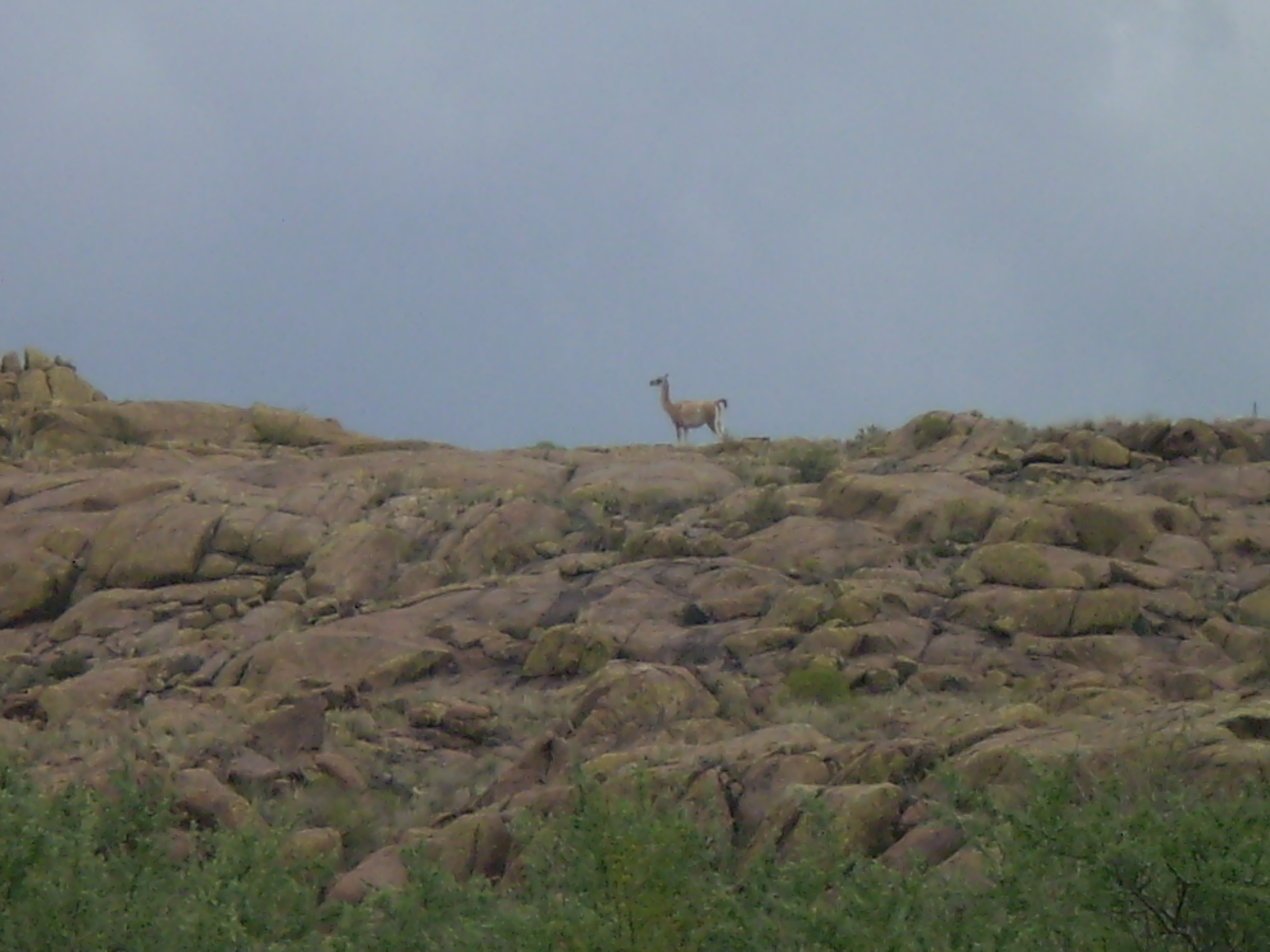
Guanaco in nationaal park Lihue Calel
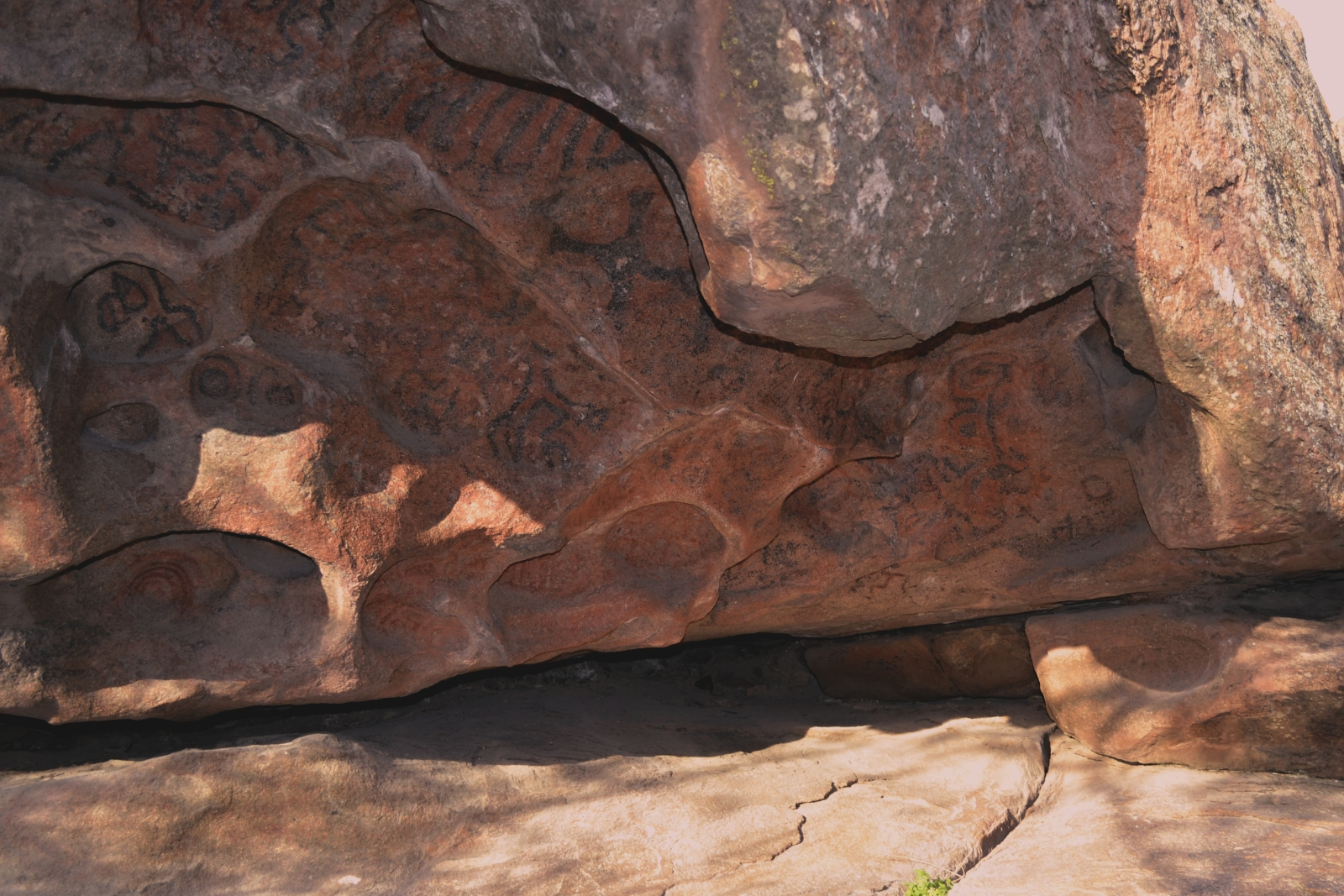
Rotstekeningen